# Nomex
Le Nomex est une marque déposée de fibre synthétique hautes performances. Il a été le premier aramide commercialisé (en 1961, par la compagnie Du Pont de Nemours). Il s'agit d'un méta-aramide : le poly(m-phénylèneisophtalamide), de sigle MPD-I.

## Utilisations
Ce matériau, comme tout aramide, peut être utilisé dans des conditions extrêmes. Sa faible combustibilité (il est auto-extinguible) et sa thermostabilité le destinent logiquement comme matériau de sécurité. Par exemple, le tissu en Nomex est utilisé dans la fabrication des vêtements des pompiers ou les tenues des pilotes automobiles, y compris la garniture intérieure des casques. Il est aussi utilisé pour confectionner certains types de structures en nid d'abeille utilisées pour les réalisations en sandwich, comme les coques des voiliers de course. Il est également utilisé dans des installations industrielles pour créer des manchons de systèmes filtrants à moyenne et haute température, par exemple dans l'industrie pétrolière ou les centrales d'enrobage.

## Textiles composés
Le Nomex est le composant principal de nombreux textiles de protection portant son nom, parmi lesquels :
- Nomex III A[2] (Nomex Comfort[3]) : 93 % Nomex, 5 % Kevlar, 2 % fibres antistatiques ;
- Nomex Tough (armure serge) et Nomex Twin (armure spéciale) : 75 % Nomex, 23 % Kevlar, 2 % fibres antistatiques[3].